# Radarsat Constellation
Die Radarsat Constellation ist eine Konstellation von drei kanadischen Erdbeobachtungssatelliten. Sie ist ein Nachfolgeprojekt für die Satelliten Radarsat-1 und Radarsat-2 bzw. das Projekt Polar Epsilon. Die Planung des Projektes begann im Jahr 2005, und der Start erfolgte am 12. Juni 2019. Die Satelliten wurden von dem kanadischen Unternehmen MDA Space Missions gebaut.

## Satelliten
Das Radarsat-Constellation-Netzwerk besteht aus drei Satelliten. Eine Erweiterung auf sechs Satelliten ist möglich. Die Satelliten operieren in einer niedrigen Erdumlaufbahn in etwa 600 km Höhe und umkreisen die Erde alle 96 Minuten. Die verfügen über ein Synthetic Aperture Radar (SAR; deutsch etwa: „Radar mit synthetischer Apertur“) und sollen damit die Seen, Wälder und Gebirge Kanadas von Küste zu Küste erfassen. Durch die Satellitenkonstellation werden 95 % des kanadischen Bodens gleichzeitig. Neben dem SAR-Radar verfügen die Satelliten über Kommunikationssysteme im X- und S-Band. 

## Missionsziele
Die Missionsziele sind:
- die Beobachtungen von Veränderungen in der Umwelt,
- die Steigerung der Genauigkeit sowie Vorhersage von drohenden Umweltkatastrophen,
- Unterstützung von Rettungsmannschaften nach Naturkatastrophen,
- Erfassung von Eis und Eisflächenveränderungen,
- Beobachtung von Schifffahrtswegen,
- Erfassung von Landbewegungen und Erdrutschbedrohungen,
- Hurrikan-Beobachtung,
- Beobachtung von Veränderungen in der Ökologie.